# More Than a Feeling
«More Than a Feeling» –en español: «Mas Que un Sentimiento»– es una canción de la banda estadounidense Boston de su álbum 17 multiplatino Boston. Esta melodía fue puesta en el puesto número 500 de «Las 500 mejores canciones de todos los tiempos» por la revista Rolling Stone y 39.ª mejor canción de hard rock por VH1 (2009). También se posicionó en el 5.º lugar del Billboard Hot 100 el 25 de diciembre de 1976.

## Versiones
La canción ha tenido varias versiones a través de los años entre las que destacan:
- Nirvana
- 'N Sync
- Sylvain Cossette
- Nav Katze
- Sleater-Kinney
- Agro
- Lunachicks
- Alan White
- No Mercy
- Mike Masse
- Bad Habit[3]
- Glee

## En cultura popular

### Películas
La canción aparece en las películas Foxes (1980), Madagascar 2: Escape de África, Close Encounters of the Third Kind, She´s having a baby, Herbie a toda marcha, The Men Who Stare at Goats, Burlesque (película de 2010) y en Zookeeper. También aparece en el tráiler de la película Inside Out.

### Juegos
La canción es jugable en el juego Guitar Hero y después salió para la secuela Guitar Hero: Smash Hits. La canción es descargable para el juego Rock Band juntos con otras de Boston. Además de que también aparece en la versión portátil en Rock Band Unplugged para PSP

### Televisión
La canción ha aparecido en los programas de televisión: "Criminal Minds", The Sopranos, The Walking Dead, That 70's Show, Rob Dyrdek's Fantasy Factory, Aqua Teen Hunger Force, The Wire , Scrubs, "Cold Case" y "The Middle".
Fue versionado en Glee.

### Deportes
La canción fue considerada como un himno tanto para los aficionados como para los miembros del equipo de la NBA los Boston Celtics cuando consiguieron ser campeones en el 2008.

## Personal
- Brad Delp - voces y guitarra acústica de 12 cuerdas
- Tom Scholz - guitarra principal
- Barry Goudreau - guitarra rítmica
- Fran Sheehan - bajo
- Sib Hashian - batería